# منطقة دوسيت
منطقة دوسيت (بالإنجليزية: Dusit District) هي إحدى مناطق بانكوك في تايلاند، وتُعتبر مركزًا إداريًا مهمًا حيث تضم الجمعية الوطنية وقصر دوسيت وعددًا من الوزارات. يربطها شارع راتشادامنون بجزيرة راتاناكوسين.
يبلغ عدد سكانها 175,658 نسمة حسب إحصائيات عام 2000، وتغطي مساحة 10.7 كيلومترات مربعة. تحدها عدة مناطق منها بوم براب ساترو فاي، راتشاثيوي، فايا تاي، وفرا ناخون، وتقع عبر نهر تشاو فرايا منطقة بانغ فلات.

الموقع في بانكوك